# Чеши
Чеши (груз. ჩეში) — грузинский аборигенный технический (винный) сорт винограда с белой ягодой,  происходящий из Мегрелии, используемый для производства сухого полусладкого белого вина в Грузии. 

## Основные характеристики
Листья меньше средней величины, длинной 13—14 см и шириной 11,1—13,5 см. Слегка овальные. Черешковая выемка открытая и лировидная; иногда стрельчатая и равностороняя. Верхние вырезки чаще закрытые с приближающимися или надвигающимися лопастями и с узко-эллиптическим просветом, иногда яйцевидные. Нижние вырезки едва намечены. Лист трехлопастный. Угол оконечной лопасти прямой, реже тупой. Оконечные зубцы лопастей треугольные, с острой или округленной вершиной, иногда треугольно-пиловидные и куполообразные. Вторичные зубцы по форме сходны с оконечными зубцами лопастей. Цветы обоеполые.
В Мартвильском муниципалитете появление первых признаков созревания винограда Чеши наблюдается во второй половине августа; массовое созревание наступает с 15-го октября. Длина ножки грозди 4—5,5 см, длина грозди 13—15 см, ширина - 6—7,5 см. Количество ягод на грозди от 60 до 120 шт. Общая форма грозди цилиндрическая или цилиндрическо-коническая, средней плотности, иногда рыхлая. Ножка грозди с гребнем травянистая и светлозеленая. Длина ножки ягоды с подушечкой 4—6 мм, сама ножка светлозеленая. Подушечка бородавчатая и широко коническая, иногда узкоконическая. Ягода светлозеленая, со стороны солнца янтарного цвета, длиной 12—15 мм и шириной 11,8—14,9 мм; округлая, посередине широкая и симметричная. Кожица довольно толстая, мякоть сочная с приятным сладким вкусом. Количество семян в ягоде 1—4 шт, чаще 2 шт. Длина семени 6,5—7 мм, ширина 2,5—3,0 мм; семя коричневого цвета. Халаза треугольная и слабо выражена. Длина клюва достигает 1,2—1,5 мм. 

## Применение
Чеши — винный сорт местного значения. Довольно урожайный. От грибных болезней сильно страдает. Встречается в виде маглари в предгорных селах Мегрелии..